# Wilmya Zimmermann
Wilmya Zimmermann (Heerlen, 30 juli 1944) is een Nederlands voormalig politicus.
Zimmermann werd bij de verkiezingen voor het Europees Parlement in 1994 gekozen op de lijst van de Duitse SPD. Zij maakte deel uit van de fractie van de Partij van de Europese Sociaaldemocraten.
Na de verkiezingen in 1999 keerde Zimmermann niet terug in het Europees Parlement. Zij was voor Willem Schuth en Derk Jan Eppink de eerste Nederlander die voor een partij van een ander land in het Europees Parlement werd gekozen.
- Gemeinsame Normdatei: 102758411X
- Parlement.com: vj6yh0d21zrv
- Virtual International Authority File: 277494556
- WorldCat: E39PBJrGy7hJXwT8d7kW6YmDbd